# The Doctor, the Widow and the Wardrobe
"The Doctor, the Widow and the Wardrobe" é um episódio da série de ficção científica britânica Doctor Who. Foi transmitido pela primeira vez na BBC One em 25 de dezembro de 2011, é o sétimo episódio especial de Natal de Doctor Who desde que o programa voltou em 2005. Foi escrito por Steven Moffat e dirigido por Farren Blackburn. Internacionalmente, o episódio foi ao ar na BBC America nos Estados Unidos, e no canal Space no Canadá no mesmo dia em que os britânicos assistiram, mas na ABC1, foi transmitido um dia depois.
No especial, o viajante do tempo alienígena Doutor (Matt Smith) é o empregado da recentemente viúva Madge Arwell (Claire Skinner) e de seus filhos Lily (Holly Earl) e Cyril (Maurice Cole) durante suas férias longe da Blitz de Londres. O plano do Doutor é levá-los de surpresa para um planeta coberto de neve através de um portal em uma caixa de presente que ele colocou perto da árvore de Natal, mas Cyril a abre antes do Natal e fica passeando. Ao entrarem neste novo mundo, as pessoas descobrem que as árvores do planeta estão a ponto de serem derretidas com chuva ácida para obter energia.
"The Doctor, the Widow, and the Wardrobe" foi o último episódio de Piers Wenger como produtor executivo e Caroline Skinner assume sua posição. Além de adaptar a história para crianças de C.S. Lewis "O Leão, a Feiticeira e o Guarda-Roupa", Moffat disse que o episódio era o mais "natalino" de todos os especiais de Natal de Doctor Who, pois existia mais "magia" no episódio. Filmado em setembro e outubro de 2011, "The Doctor, the Widow and the Wardrobe" foi assistido por 10,77 milhões de telespectadores no Reino Unido, tornando-se o terceiro programa mais assistido no dia de Natal. A recepção crítica para o episódio foi mista, com alguns dizendo que o convidado de alto perfil cômico estrelado por Bill Bailey e Arabella Weir foi desnecessário.

## Enredo

### Prequência
Em 6 de dezembro de 2011, um prequência para o episódio foi lançado on-line. O Doutor (Matt Smith) é visto em uma espaçonave segurando um botão vermelho que, quando pressionado, faz com que a nave se exploda. Enquanto segura o botão, ele pega o telefone da TARDIS para falar com Amy Pond e a pede para resgatá-lo, embora ele não tenha as coordenadas. Amy não pode voar com a TARDIS e ela não está na TARDIS. O Doutor deseja a Amy um Feliz Natal, então ele aperta o botão e a nave explode.

### Sinopse
Durante o de Natal de 1938, uma nave alienígena se aproxima da Terra pronta para destruí-la quando, de repente, explode a nave espacial e o Doutor escapa e depois cai para na Terra, rapidamente, vestiu um traje espacial de anti-impacto, mas, por causa da sua pressa, o capacete é colocado para trás. Ao cair à terra, ele encontra-se com Madge Arwell (Claire Skinner), esposa do Reg (Alexander Armstrong) e mãe de dois filhos, Lily (Holly Earl) e Cyril (Maurice Cole). Ela ajuda o Doutor a encontrar sua TARDIS e o Doutor promete recompensá-la por sua bondade. Três anos mais tarde, durante a Segunda Guerra Mundial, Reg é dado como desaparecido em ação quando pilotava o Bombardeiro Lancaster e desapareceu sobre o Canal da Mancha. Madge é contatada através de um telegrama pouco antes do Natal, mas decide não contar a seus filhos ainda, na esperança de levantar seus espíritos no feriado. Madge e as crianças evacuam Londres para casa de um parente em Dorset, onde são recebidos pelo Doutor, que se intitula "o Zelador". Madge não reconhece ele quando se encontrou quanto seu rosto tinha sido coberto pelo capacete virado para trás, escondendo seu rosto. O Doutor preparou a casa especialmente para as crianças e o feriado. Embora as crianças estejam satisfeitas, Madge conta sobre a morte do Reg ao Doutor em particular e insiste que ele não pode contar às crianças. Durante a primeira noite, Cyril é atraído para abrir uma grande caixa presente debaixo da árvore de Natal, revelando que se trata de um portal do tempo para uma floresta coberta de neve. O Doutor logo nota a ausência de Cyril e o segue com Lily. Eventualmente eles descobriram que Cyril foi para uma estranha estrutura com formato de farol. Madge, ao notar o sumiço de seus filhos, também vai para a floresta, mas é encontrada por três mineiros em trajes espaciais do planeta Androzani Major (Bill Bailey, Paul Bazely e Arabella Weir).  Ela faz os mineiros de reféns com uma arma e é levada de volta para uma caverna onde eles revelam que a floresta do planeta está prestes a ser derretida pela chuva ácida  que cairá em poucos minutos, e matará toda a floresta e tudo que há nela. No farol, Cyril é recebido por uma criatura humanoide feita de madeira e ela coloca uma coroa simples de metal em sua cabeça cabeça. Lily e o Doutor chegam e encontram outra criatura de madeira, mas souberam que as criaturas rejeitaram Cyril e disseram ao Doutor que ele é "fraco". O Doutor concluiu que as forças de vida das árvores na floresta estão tentando escapar através de uma criatura viva, a coroa, que atua como uma interface.
Os mineiros são teletransportados, afastado-se com segurança antes que a chuva comece, depois de ajudar Madge a localizar seus filhos desaparecidos. Madge, usando as habilidades de voo limitadas que aprendeu com Reg, direciona o walker para o farol e com segurança se reúne com seus filhos quando começa a chuva ácida. As criaturas de madeira a identificam como "forte", e o Doutor percebe consideram-na uma "nave-mãe", capaz de transportar a força de vida com segurança. Madge absorve a força vital da floresta, permitindo-lhe dirigir o topo do farol, como uma cápsula de fuga, longe da chuva ácida e para o vórtice do tempo. Para conseguir chegar em casa, o Doutor aconselha que ela pense nas memórias de casa, permitindo que Madge veja suas memórias afeiçoadas com Reg, mostrado em telas dentro da cápsula. O Doutor incentiva ela continuar a mostrar a morte de Reg, revelando para Lily e Cyril o que aconteceu com seu pai. Imediatamente, a cápsula de fuga em segurança deixa o vórtice, desembarca apenas fora da casa em Dorset, e a força de vida da floresta se converteram para seres etéreos dentro do vórtice do tempo. Madge começa a explicar a morte do Reg para Lily e Cyril, mas Rig retorna para interrompê-la, ele tinha seguido a brilhante luz da cápsula de fuga dentro do vórtice do tempo e saiu com segurança juntamente com a cápsula em Dorset. A família chora de alegria e o Doutor fica assistindo.
Como Madge e sua família se transformam para celebrar o Natal, o Doutor tenta escapar, mas Madge o pega, e ao ela ver a TARDIS, percebe que ele é o homem do espaço de três anos antes. Ela insiste pra ele ficar para o jantar de Natal, mas o Doutor revela que ele tem outros amigos que acreditam que ele está morto. Madge o convence a ir vê-los. O Doutor oferece ajuda a Madge se ela alguma vez precisar dele novamente. Mais tarde, o Doutor chega na casa de Amy (Karen Gillan) e Rory (Arthur Darvill), dois anos desde que ele os deixou ("The God Complex"). Ela o convida para o jantar de Natal, como tinham sempre de arrumar um lugar na mesa de jantar. Sem ser visto por eles, o Doutor limpa uma lágrima de alegria.

## Produção

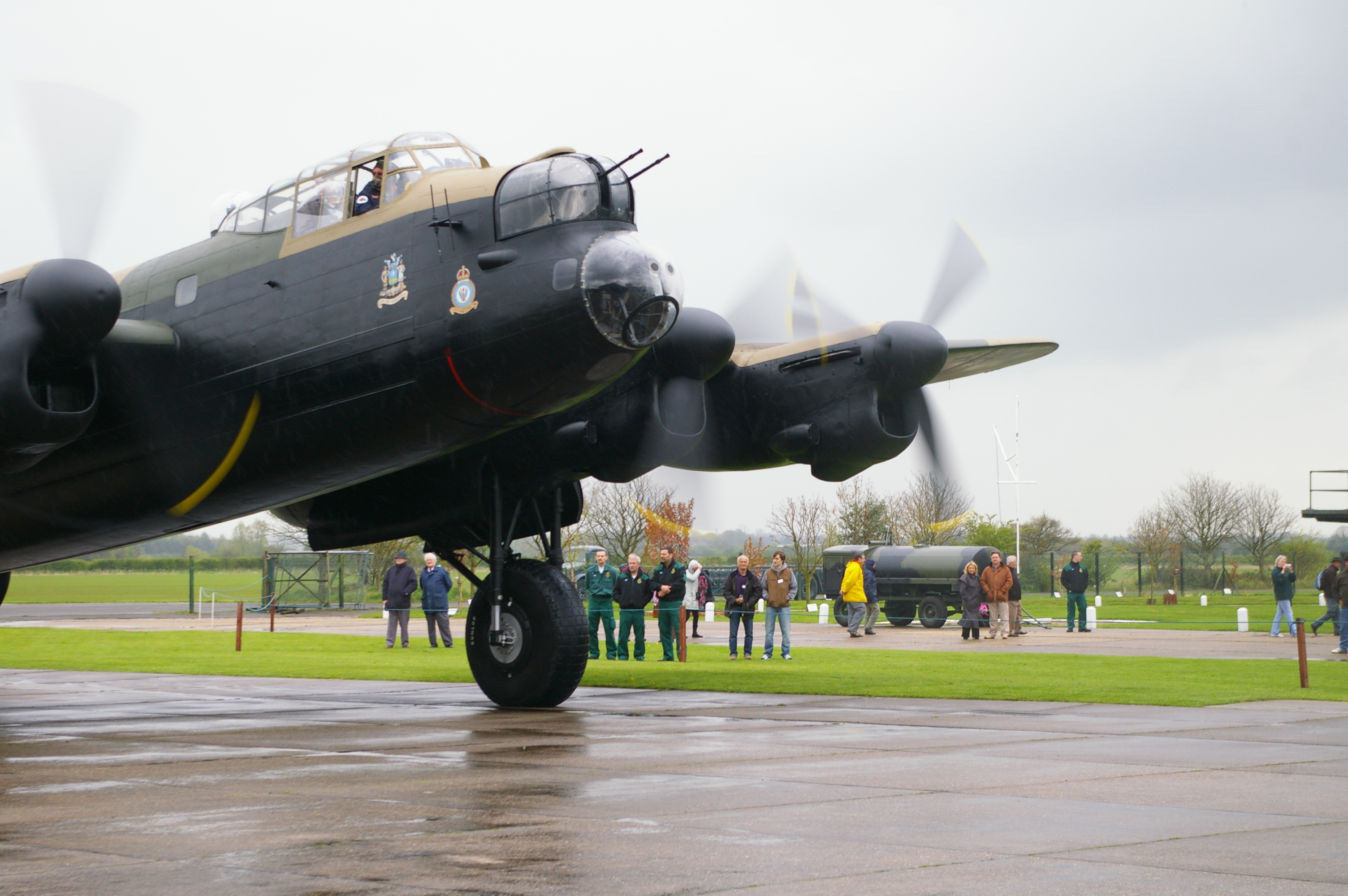
O Lincolnshire Aviation Heritage Centre preservado bombardeiro Lancaster Just Jane, usado no episódio

"The Doctor, the Widow and the Wardrobe" foi escrito pelo roteirista principal e produtor executivo Steven Moffat que, ao falar sobre o episódio, disse que seria "o especial natalino mais especial de todos". Ele afirmou que "nada é mais divertido escrever" que o Doutor no Natal, como ele é considerado "o herói de dia. Tudo é brilhante e muito brilhante, todo mundo está tendo uma risada e ninguém mente se você usa um chapéu realmente estúpido". A história é inspirada em parte de O Leão, a Feiticeira e o Guarda-Roupa (d’As crônicas de Nárnia) escritas por C. S. Lewis. Moffat disse que Doctor Who e as histórias de Nárnia "têm o mesmo impulso que as crianças têm de fugir para outros mundo."

## Transmissão
"The Doctor, the Widow and the Wardrobe" foi transmitido pela BBC One no dia de Natal, 25 de dezembro de 2011 e ao mesmo tempo na BBC America nos Estados Unidos, e no Space no Canadá. No Reino Unido, as classificações da noite mostraram que o especial foi assistido por 8,9 milhões, chegando em quarto lugar para o dia de Natal. A classificação final consolidada foi de 10,77 milhões de telespectadores, Doctor Who ficou em terceiro lugar no ranking para toda a semana e dia de Natal. Na plataforma digital das BBC, no iPlayer, "The Doctor, the Widow and the Wardrobe" foi assistido 434,000 vezes em 6 de janeiro de 2012 O especial teve um Índice de Apreciação de 84.